# 関東鉄道キハ300形気動車

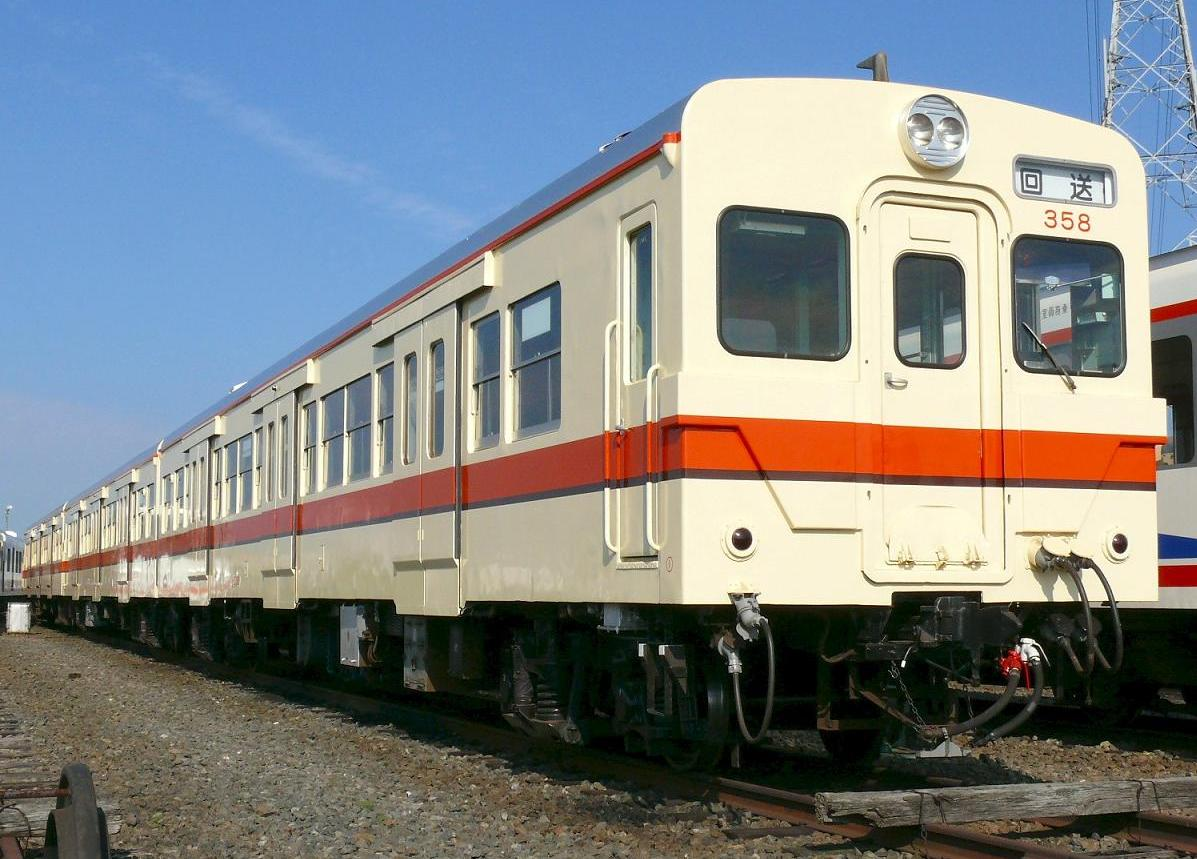
キハ350形気動車（2007年11月）

関東鉄道キハ300形気動車（かんとうてつどうキハ300がたきどうしゃ）は、関東鉄道にかつて在籍していた通勤型気動車である。1987年（昭和62年）から1992年（平成4年）にかけて、日本国有鉄道（国鉄）のキハ35系気動車を譲り受けたものである。
本項では、同系列のキハ350形およびキハ100形についても記述する。

## 登場の経緯
それまでの常総線では、自社で新製された車両のほか、日本各地の鉄道から譲受した雑多な気動車が使用されており、一部からは「気動車の見本市」と評される程であったが、それらの車両は形式により車体長や扉数が異なるなど旅客取り扱い上問題を抱えていたほか、老朽化や機器の不統一によって車両の保守上も非効率な面が大きかった。
そこで、関東鉄道は日本国有鉄道清算事業団からキハ35系気動車を大量に購入し、同線の旧型車を一掃することとした。それによって登場したのがキハ300形（旧キハ30形）およびキハ350形（旧キハ35形・キハ36形）である。
また、国鉄キハ35系導入の背景には、1987年4月に廃止された傍系の筑波鉄道から移籍となった、旧国鉄のキハ30形 (301) の存在がある。さらに同年の国鉄分割民営化によって国鉄清算事業団経由で同系車が安価かつ大量に調達できる状況であったことも、大量導入につながる要因となった。
関東鉄道には常総筑波鉄道時代の1963年より国鉄キハ35系と外観の類似する前面切妻・片側3扉のキハ900形2両が在籍していたが、冷房改造されることなく1995年3月31日付で廃車されている。

## 整備工事の内容

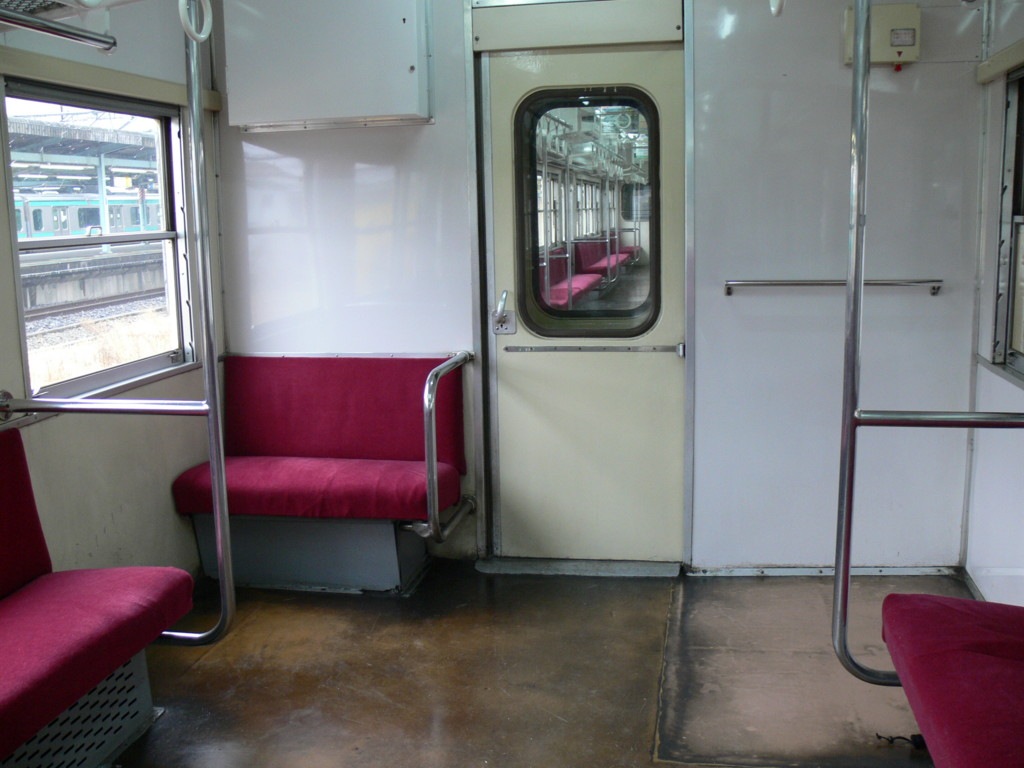
キハ350形の車内トイレ撤去跡

本形式は、入線に際して水海道機関区で整備工事を受けたが、その内容は次のとおりである。
- 塗色変更
- ドアステップ改造 - ステップ自体を除去するのではなく、段差の部分だけを鋼板で覆って、事実上のステップレスとした。プラットホームとの段差を少なくするため、扉に向かって緩い傾斜が付けられている。客用扉自体は改造されなかったため、外観上の変化は生じていない。
- トイレの撤去 - キハ35形については、設置されていたトイレが撤去され、他と同じ客用窓が設置された。初期の改造車では妻面への窓（貫通扉の戸袋窓）の新設も行われている。トイレ撤去部分へは座席が設置されず、トイレ対面の横向き座席も存置された。
- 半自動扉装置の撤去
- 運転台前面幌の撤去および手すりの設置 - 従来、常総線では貫通扉設置車であっても幌を使用せず（新製時から運転台のない側に設置されているキハ0形を除く）、非常時に通り抜けられるのみであったが、キハ350形では運転台のない側の幌が残された。一方、運転台側は幌を使用せず、非常時の通り抜けに備えた手すりが幌座上に増設された。
- 客用扉の交換 - 当初は鋼製扉のまま使用されたが、傷みが激しいことから、ステンレス製の引き戸に変更された。
- 座席モケットの交換

## 導入の経過
キハ300形は1987年の筑波鉄道からの移籍車に続き、1992年までに国鉄清算事業団およびJR九州・東日本から移籍した両運転台付のもので、計16両が導入された。キハ350形は1987年 - 1992年に国鉄清算事業団およびJR九州・東日本の片運転台仕様のキハ35形・キハ36形が移籍したもので、計23両が導入された。新番号は旧番号に関わりなく、落成順に付与されている。
1997年（平成9年）には、水海道駅 - 下館駅間のワンマン運転開始に伴いキハ300形のうち4両がキハ100形に改造されたが、翌1998年（平成10年）の新造車投入に伴い2両がキハ300形に復している。

### 筑波鉄道からの譲受車

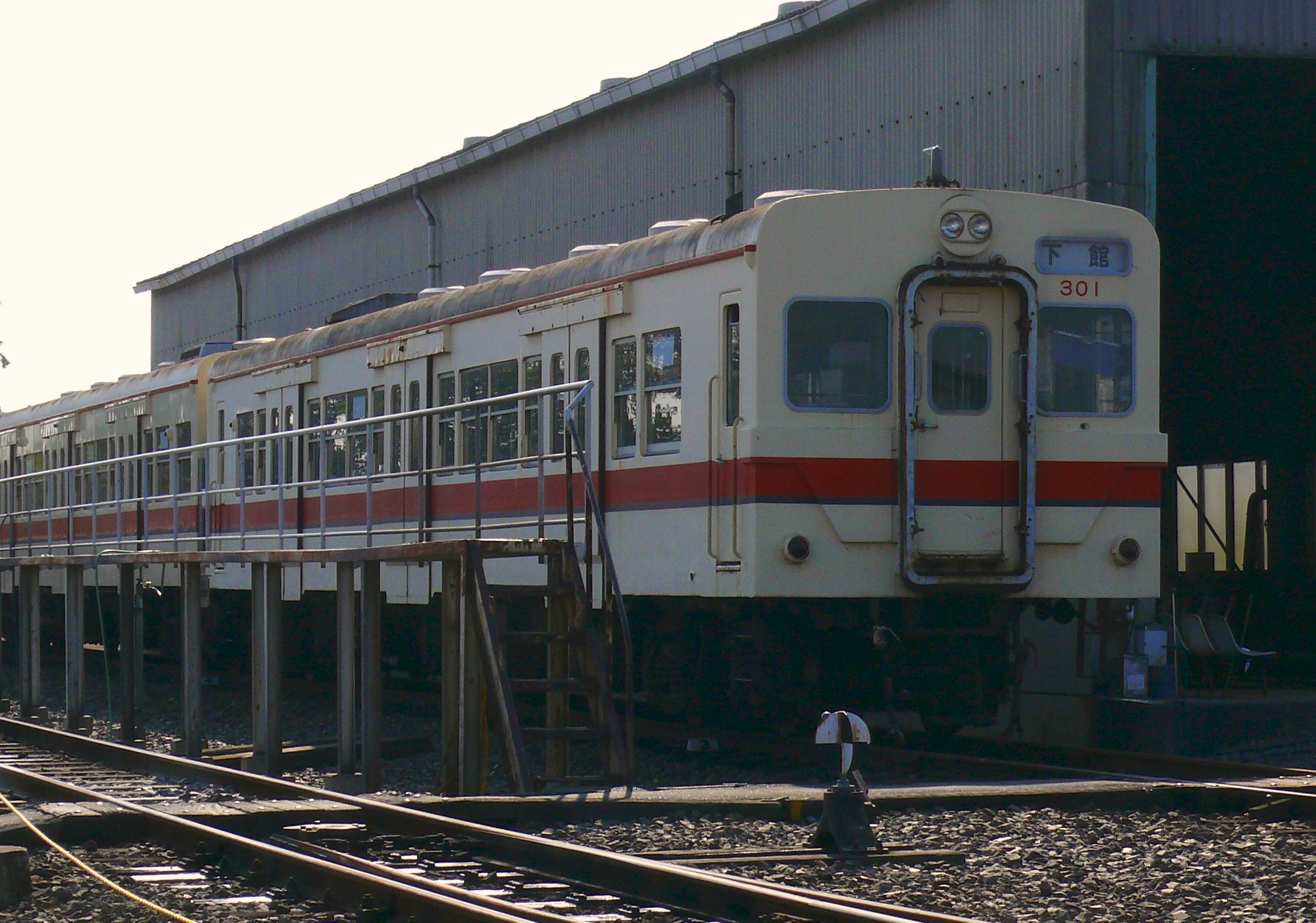
元筑波鉄道のキハ301
（2007年11月）

筑波鉄道では旧雄別鉄道のキハ812が1986年の事故で被災したため、その代車として国鉄より高崎第一機関区所属のキハ30 16を譲受してキハ30形301とした。筑波鉄道は1987年3月31日限りで廃止となり、301は1987年6月1日付で関東鉄道に譲渡されてキハ300形キハ301となった。全長20m級の3扉ロングシート車である同車は、常総線の輸送事情に合致した車両であった。
キハ301はドア部のステップや半自動機構が残っており、関東鉄道への移籍後もそのまま使用されたが、徐々に増備車と仕様が合わせられていった。前面の行先表示器は、筑波鉄道在籍時、関東鉄道移籍当初には埋め込まれて異彩を放っていたが、1998年12月11日付けで再び設置された。
竣功年月日および新旧番号の対照は、次のとおりである。
キハ301 (1988/03/30) ← 筑波鉄道キハ30 1 ← キハ30 16

### 国鉄清算事業団からの譲受車
1987年に第一陣として購入されたのは、関西本線で使用された後にJRグループに引き継がれず、国鉄清算事業団に承継されていたキハ30形3両・キハ35形3両・キハ36形4両の計10両である。これらは水海道機関区で整備工事を受け、旧キハ30形はキハ300形（302 - 304）、旧キハ35形・キハ36形はキハ350形（351 - 357）として翌1988年2月から順次営業運転に投入された。片運転台のキハ350形は同形式2両で編成を組み、車両番号は取手向きが偶数、下館向きが奇数となっている。
1988年にもキハ35形9両とキハ36形1両の計10両が国鉄清算事業団から購入され、これらも整備工事を受けて翌1989年（平成元年）8月までに就役し、キハ350形（358 - 3517）となった。このうち3517は取手向きであったが、欠番を嫌って例外的に奇数番号が付与され、後年の増備によって下館向きの2代目3517が登場した際に3518に改番されている。
各車の竣功年月日および新旧番号の対照は、次のとおりである。
キハ302 (1988/07/16) ← キハ30 43
キハ303 (1988/09/09) ← キハ30 50
キハ304 (1988/07/30) ← キハ30 7
キハ351 (1988/03/30) ← キハ36 28
キハ352 (1988/07/16) ← キハ35 182
キハ353 (1988/09/09) ← キハ35 183
キハ354 (1988/07/30) ← キハ35 190
キハ355 (1988/11/16) ← キハ36 30
キハ356 (1988/03/17) ← キハ36 26
キハ357 (1988/03/17) ← キハ36 15
キハ358 (1988/12/02) ← キハ35 113
キハ359 (1989/01/04) ← キハ35 169
キハ3510 (1989/03/01) ← キハ35 121
キハ3511 (1989/06/16) ← キハ35 187
キハ3512 (1989/07/20) ← キハ35 148
キハ3513 (1989/05/20) ← キハ35 191
キハ3514 (1989/04/24) ← キハ35 150
キハ3515 (1989/03/29) ← キハ35 193
キハ3516 (1989/08/30) ← キハ35 188
キハ3518 (1992/01/01) ← キハ3517 (1989/02/02) ← キハ36 17

### JR九州からの譲受車
1990年（平成2年）にはさらなる車種統一の推進のため、九州旅客鉄道（JR九州）からキハ30形10両が購入された。これらは整備工事を受けて1991年（平成3年）1月から1992年5月にかけて9両がキハ300形（305 - 3013）として就役したが、1両（キハ30 93）は入籍されずに部品取り車となり、後に解体された。
各車の竣功年月日および新旧番号の対照は、次のとおりである。
キハ305 (1988/11/16) ← キハ30 54
キハ306 (1988/03/17) ← キハ30 55
キハ307 (1988/03/17) ← キハ30 94
キハ308 (1988/12/02) ← キハ30 95
キハ309 (1989/01/04) ← キハ30 86
キハ3010 (1989/03/01) ← キハ30 90
キハ3011 (1989/06/16) ← キハ30 56
キハ3012 (1989/07/20) ← キハ30 23
キハ3013 (1989/05/20) ← キハ30 96

### JR東日本からの譲受車
1992年には東日本旅客鉄道（JR東日本）から相模線の電化によって余剰となったキハ30形3両とキハ35形7両の計10両が購入された。これらはキハ300形（3014 - 3016）とキハ350形（3517〈2代〉・3519 - 3523）として就役したが、キハ35形1両（キハ35 158）は、車両更新方針の変更（新造車による置き換え）により、入籍されないまま解体された。
各車の竣功年月日および新旧番号の対照は、次のとおりである。
キハ3014 (1989/04/24) ← キハ30 49
キハ3015 (1989/03/29) ← キハ30 29
キハ3016 (1989/08/30) ← キハ30 25
キハ3517[II] (1992/01/20) ← キハ35 59
キハ3519 (1993/02/20) ← キハ35 163
キハ3520 (1992/12/02) ← キハ35 134
キハ3521 (1993/07/22) ← キハ35 170
キハ3522 (1993/03/31) ← キハ35 165
キハ3523 (1993/08/12) ← キハ35 81

## 改造
関東鉄道移籍後に行われた大規模な改造としては、冷房装置の取り付けと走行用機関の換装が挙げられる。また、その他にはATSや列車無線装置の取り付け、取手駅で発生した列車突入事故対策の運転台側貫通路への幌の取り付け（手すりの撤去）などがある。

### 冷房装置の取り付け
導入当初の本形式は国鉄→JR時代のままの非冷房車だったが、鉄道車両の冷房化は時代の趨勢であり、関東鉄道でも本形式に1989年度から冷房装置を設置するようになった。取手事故による廃車と一部（3014・3015）を除いた35両に対して改造を実施している。後期就役車の登場時にはすでに冷房改造車が登場していたが、入線整備時に冷房改造を施工した車両はなく、すべて就役後の取り付けである。
冷房装置は走行用機関とは別の冷房用機関を備えるサブエンジン方式で、バス用のものに手を加えたトヨタ・2Jであったが、1994年以降の施工車はトヨタ・2DZに変更された。サブエンジン方式は施工が容易なためJRのほか小湊鐵道、水島臨海鉄道、島原鉄道などでも採用されたが、関東鉄道ではこのキハ300・350形での施工に留まり、以後のキハ0形・キハ310形の冷房化では機関直結式に移行している。
冷房ユニットは床下に装備され、室内には網棚上部に風道と冷風の吹き出し口が設けられた。その後、取手駅などでの長時間停車中に床下にある放熱ユニットでの冷却がうまく行われないことによるオーバーヒートが発生するようになったため、2001年から屋根上に放熱ユニットを1基増設する工事が行われた。この放熱ユニットはキハ0形・キハ310形の冷房改造車のものと同じで、関東鉄道ではこれを「スーパークーラー」と称している。

### 走行用機関の換装
本形式が元々装備していたDMH17H形ディーゼルエンジンは非力な上、保守用部品の入手も困難になってきていたため、1993年（平成5年）から1996年まで新潟鐵工所製のDMF13HZ (230ps) に換装された。キハ100形2両（101・102）、キハ300形4両（301・303・305・3016）およびキハ350形10両（351 - 354・358・3511・3518 - 3521）の計16両に対して行われている。それに伴って変速機がDF115A（湿式多板クラッチ）に統一された。従来はTC2A（乾式単板クラッチ）も併用されていたが、機関換装の際に強化改修が必要だったことと製造メーカー（神鋼造機）の撤退により部品入手が困難になっていたために行われたものである。

### ワンマン化改造車（キハ100形）

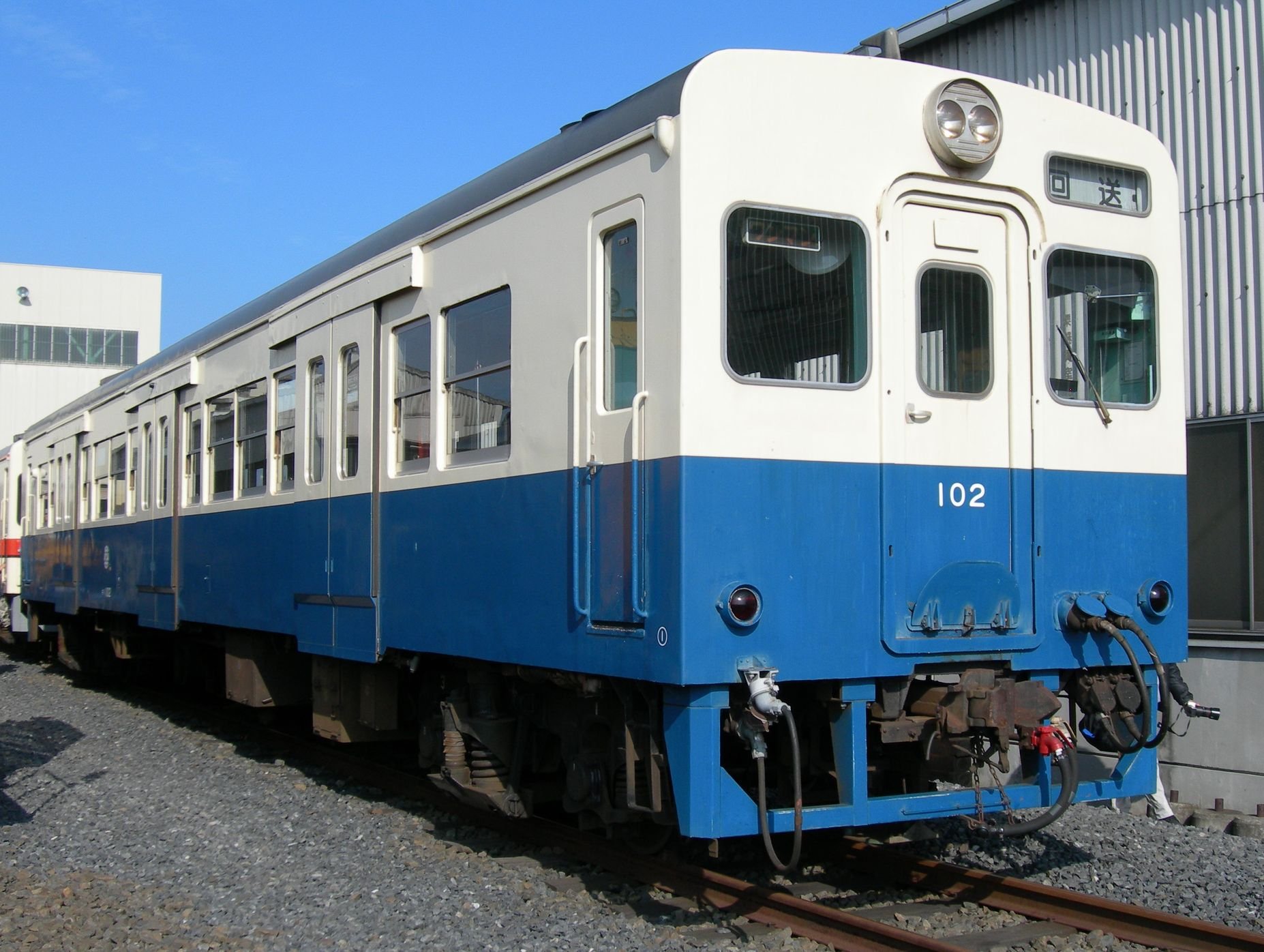
キハ102（2007年11月）

1997年3月の水海道 - 下館間のワンマン運転化に伴いキハ300形から4両が新潟鐵工所の出張工事によってワンマン化改造され、形式はキハ100形に変更された。内容は、車内へのワンマン運転関連機器（運賃箱、整理券発行機、運賃表示器）ならびに運転席への車内放送用マイクおよび扉開閉スイッチの取り付け、運転台仕切りおよび一部座席の撤去である。
翌1998年（平成10年）には新造車（キハ2200形）の投入に伴い、2両はワンマン運転関連機器が撤去され、旧形式番号に復している。
本形式は単行運転が原則であることから、衝突事故などによってブレーキ配管が損傷し、回送不能となるのを防止するため、2001年（平成13年）に運転台前面下部にスカート（排障器）が取り付けられている。
各車の竣功年月日および新旧番号の対照は、次のとおりである。
キハ101 (1997/03/29) ← キハ306
キハ102 (1997/03/29) ← キハ3013
キハ305 (1998/09/08) ← キハ103 (1997/03/29) ← キハ305
キハ3016 (1998/07/08) ← キハ104 (1997/03/29) ← キハ3016

## 運用
1992年6月2日に発生した取手事故で2両（302・3010）が廃車されているほか、製造から35年が経過して老朽化が顕著になったことから、1997年から新型車両への置き換えによる廃車が発生している。廃車は非冷房車と機関未換装車から優先的に実施されており、2004年度末までにキハ300形12両とキハ350形2両の計14両が廃車となっている。
2006年11月、キハ358・3511・3518・3519の4両は、映画『パッチギ! LOVE&PEACE』の撮影用に、塗装を京浜東北線・根岸線の103系をイメージしてスカイブルー（青22号）に変更した。同時に方向幕にも京浜東北線・根岸線関連の行先表示を入れた。撮影終了後も2両がスカイブルー塗装のままで残された。
2007年9月には「常総線ディスカバートレイン」が運転され、キハ101がヘッドマークを装着して運転している。また、同車はこの時に塗装を国鉄標準色だった朱色5号に変更している。当初はキハ102との2両編成だったが、キハ101の単行運転に変更された。
キハ300形は最後まで在籍した2両（3012・3016）が2007年3月31日に廃車され、廃形式となった。キハ350形は最後まで定期運用についていたキハ358+キハ3511の1編成が2011年9月をもって定期運用を終了する予定であったが、多くのファンの要望があり、10月上旬まで定期運用を延長し、10月9日に定期運用終了、10月10日にキハ350形 さようなら乗車会&撮影会（事前予約募集）を開催し、引退した。
キハ100形は2両とも2013年12月15日まで運転されていた。2012年12月に譲渡元であるJRにおいて久留里線で最後に運用されているキハ35系が新型車両に置き換えられたため、事実上キハ100形は定期運用される最後のキハ35系となったが、2017年1月のイベントをもって引退した。
キハ301は水海道車両基地で保存され倉庫として使用されているが、保存状態は悪い。キハ101・102は筑西市にある「ザ・ヒロサワ・シティ」で保存されている。

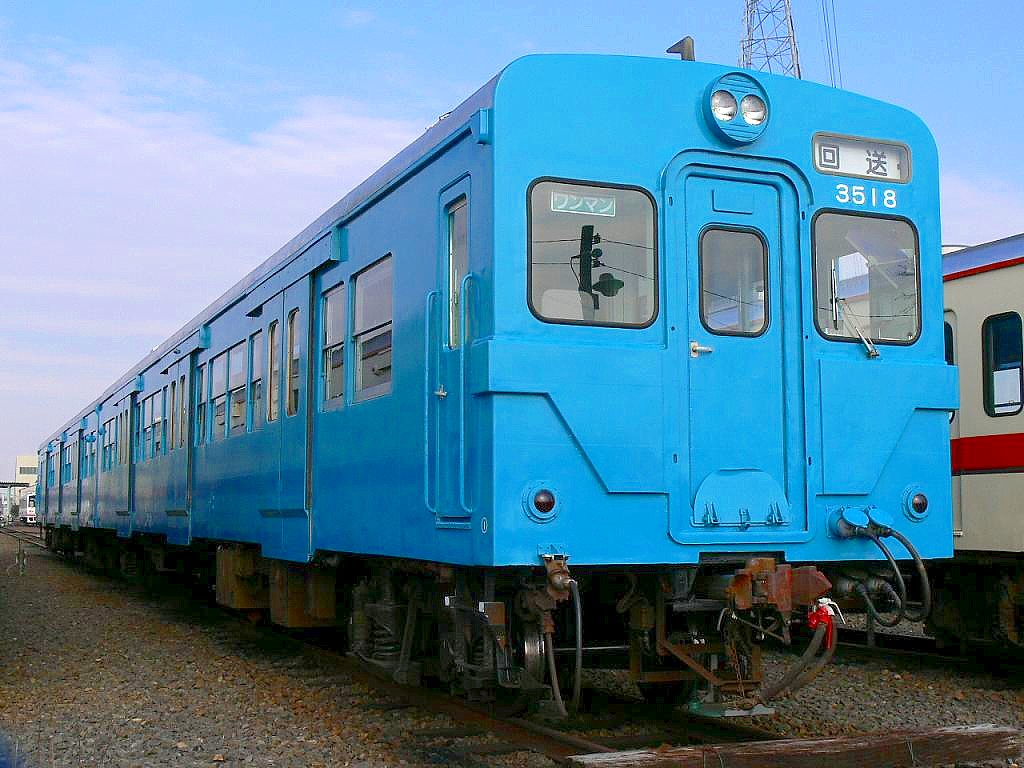
映画撮影用にスカイブルー塗装となったキハ3518 （2007年1月）
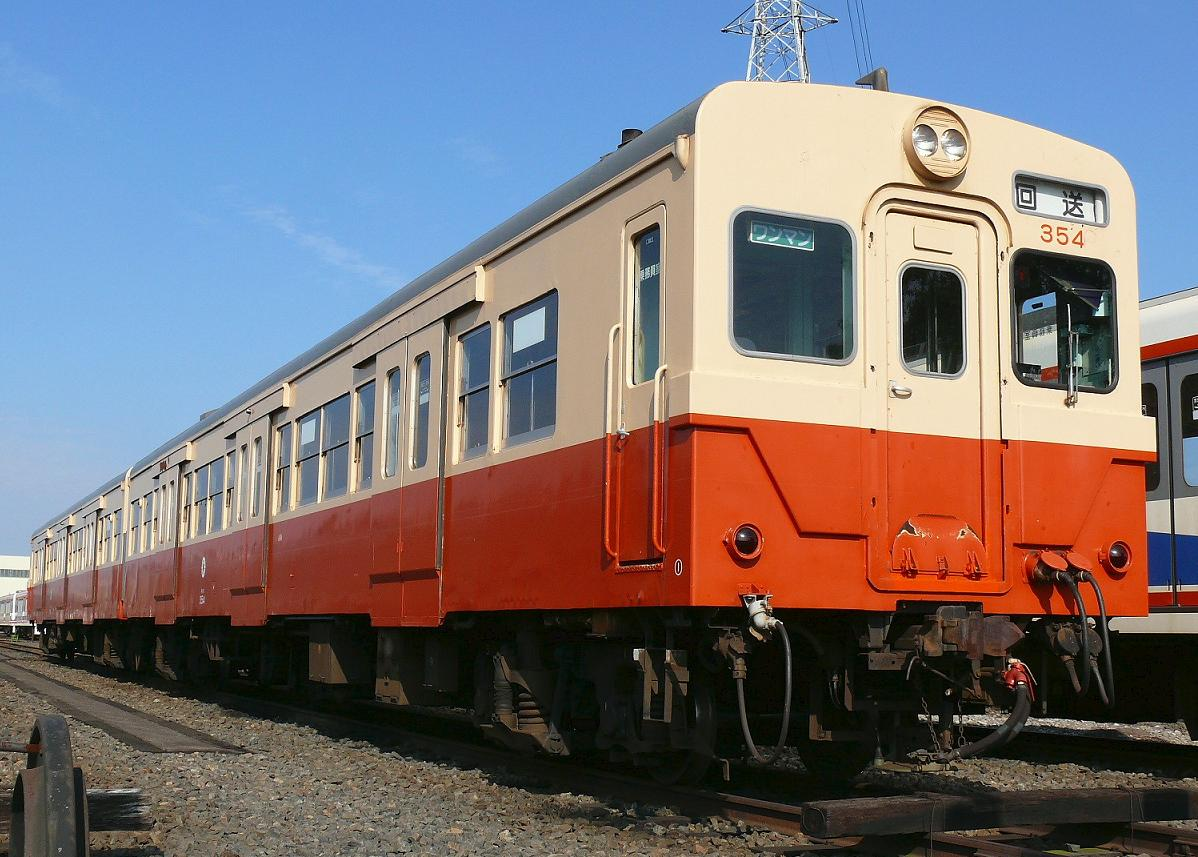
常総線開業90周年を記念し、旧標準色塗装となったキハ354 （2007年11月）
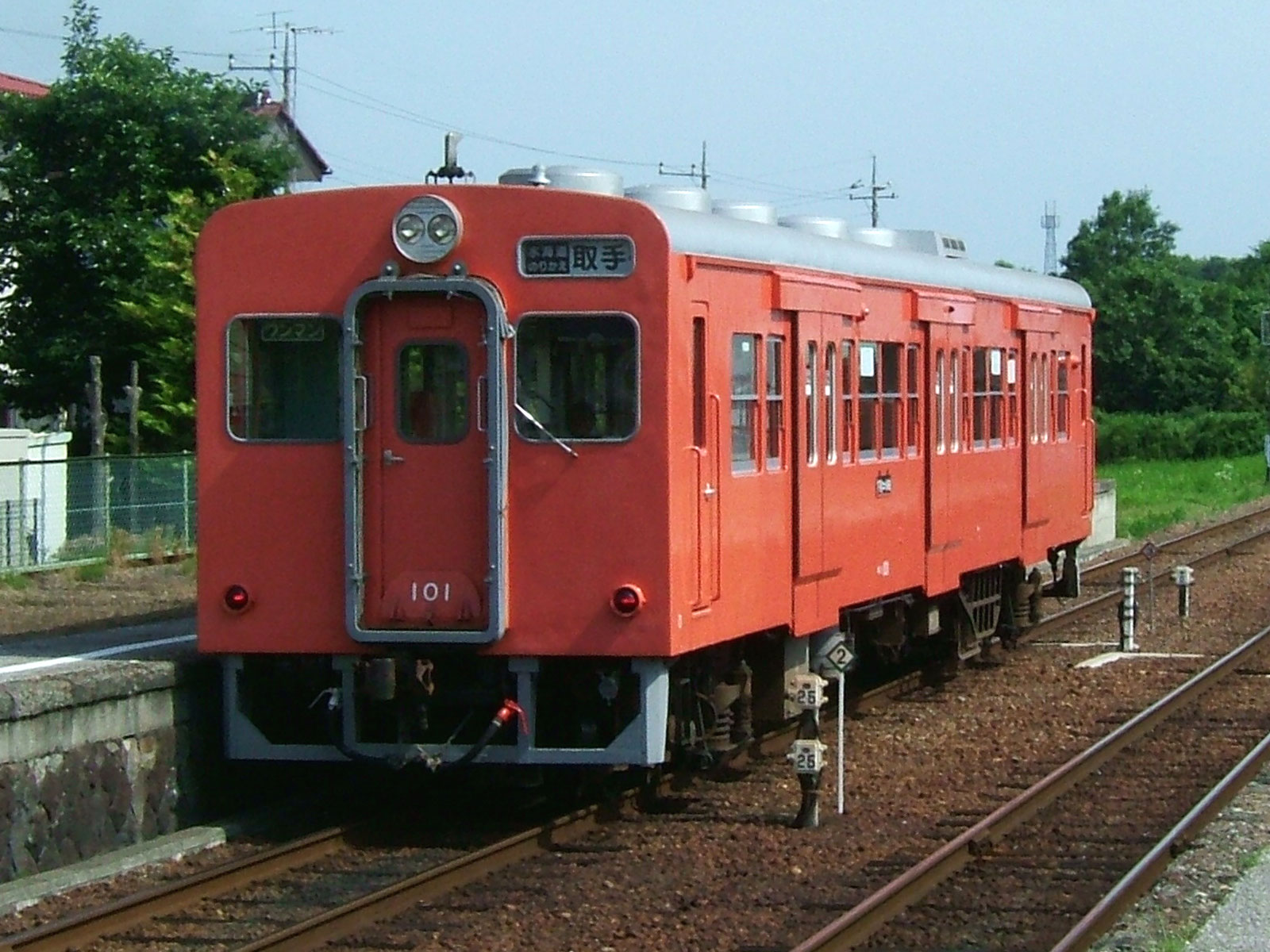
国鉄首都圏色となったキハ101 （2008年7月）
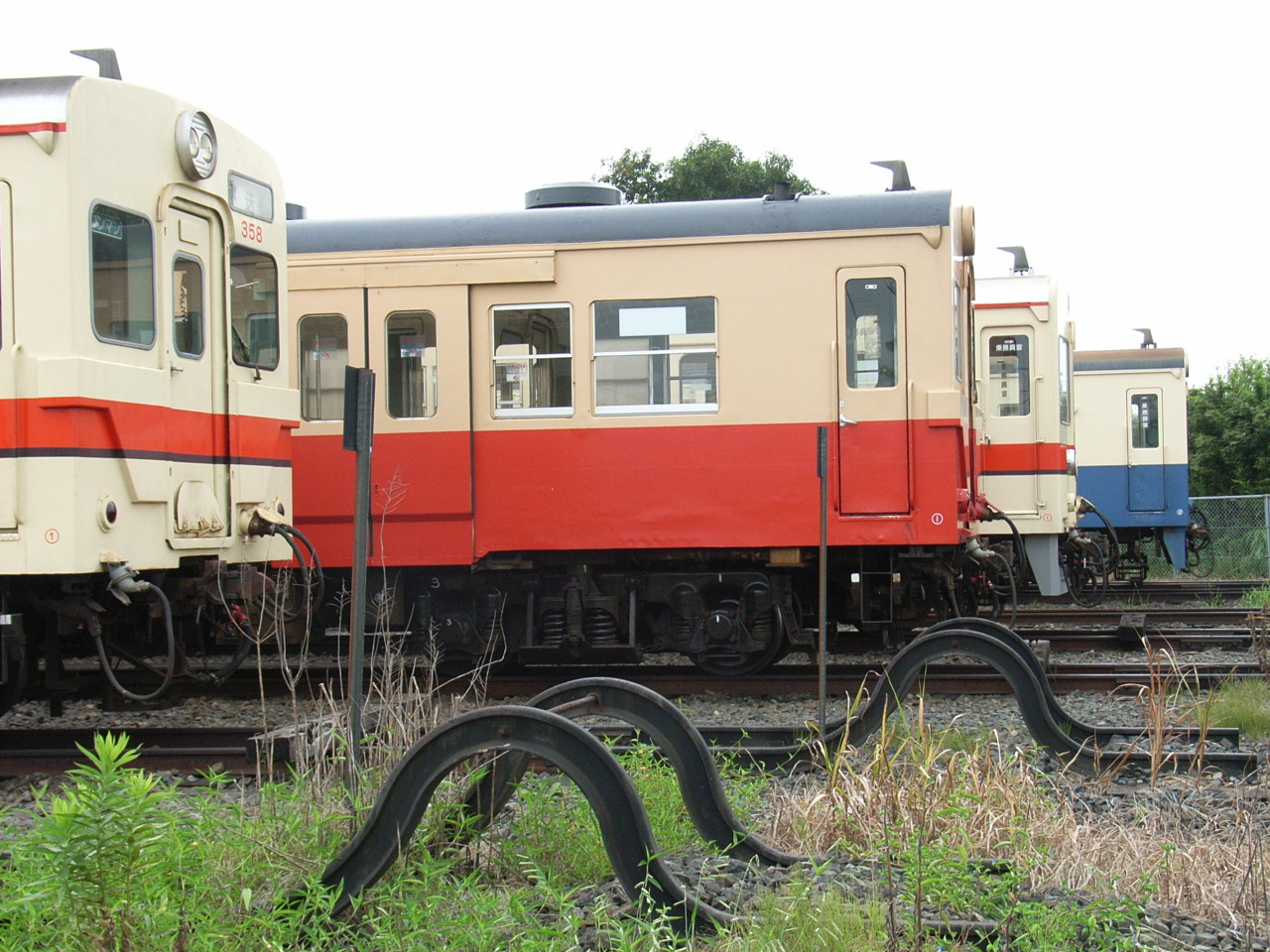
右からキハ350形、同旧標準色、キハ0形、キハ100形 （水海道車両基地にて）
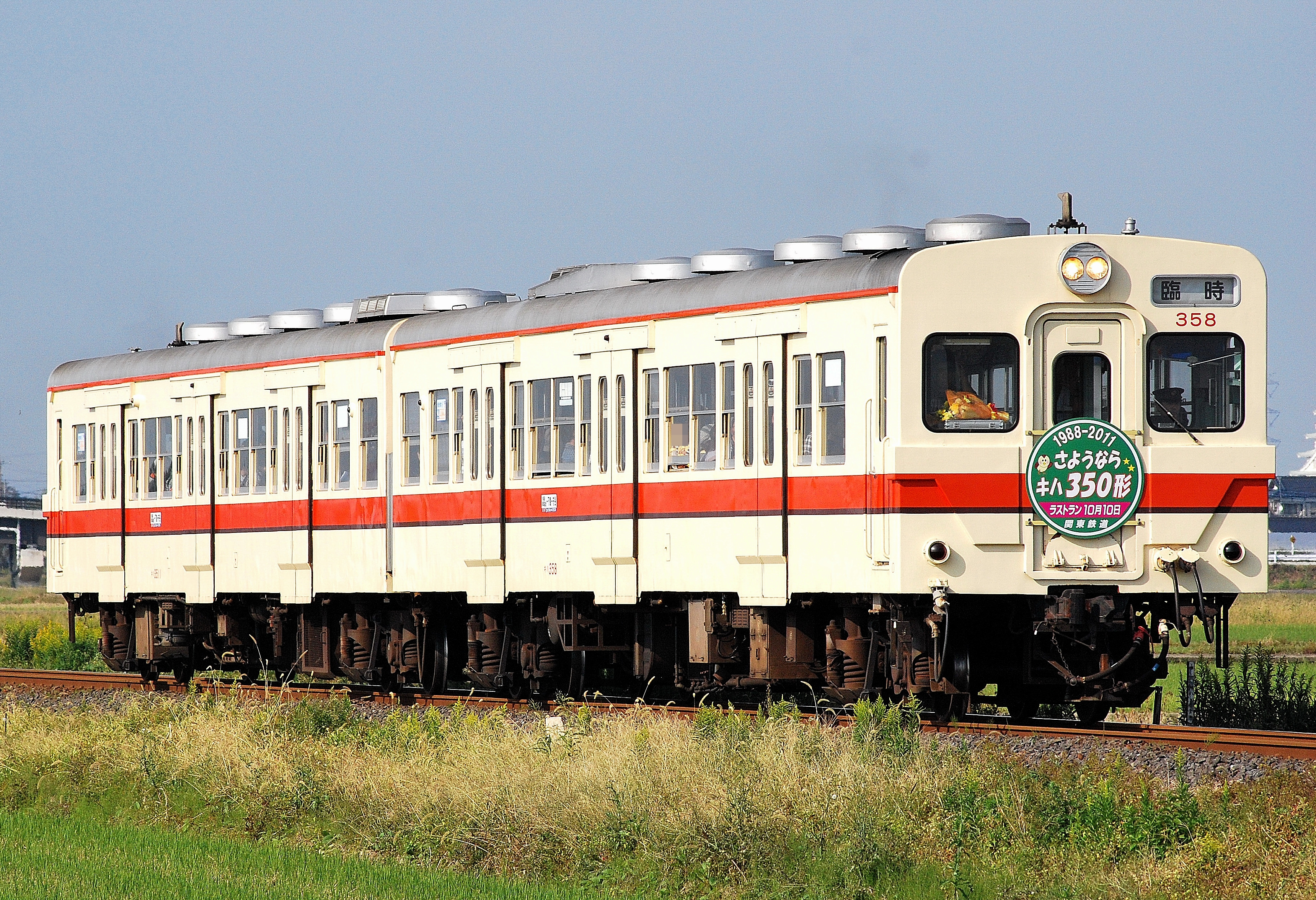
さようなら乗車会＆撮影会で運転されたキハ358+キハ3511のさよなら運転 （2011年10月10日）

## 日本国外への譲渡車

### フィリピン国鉄

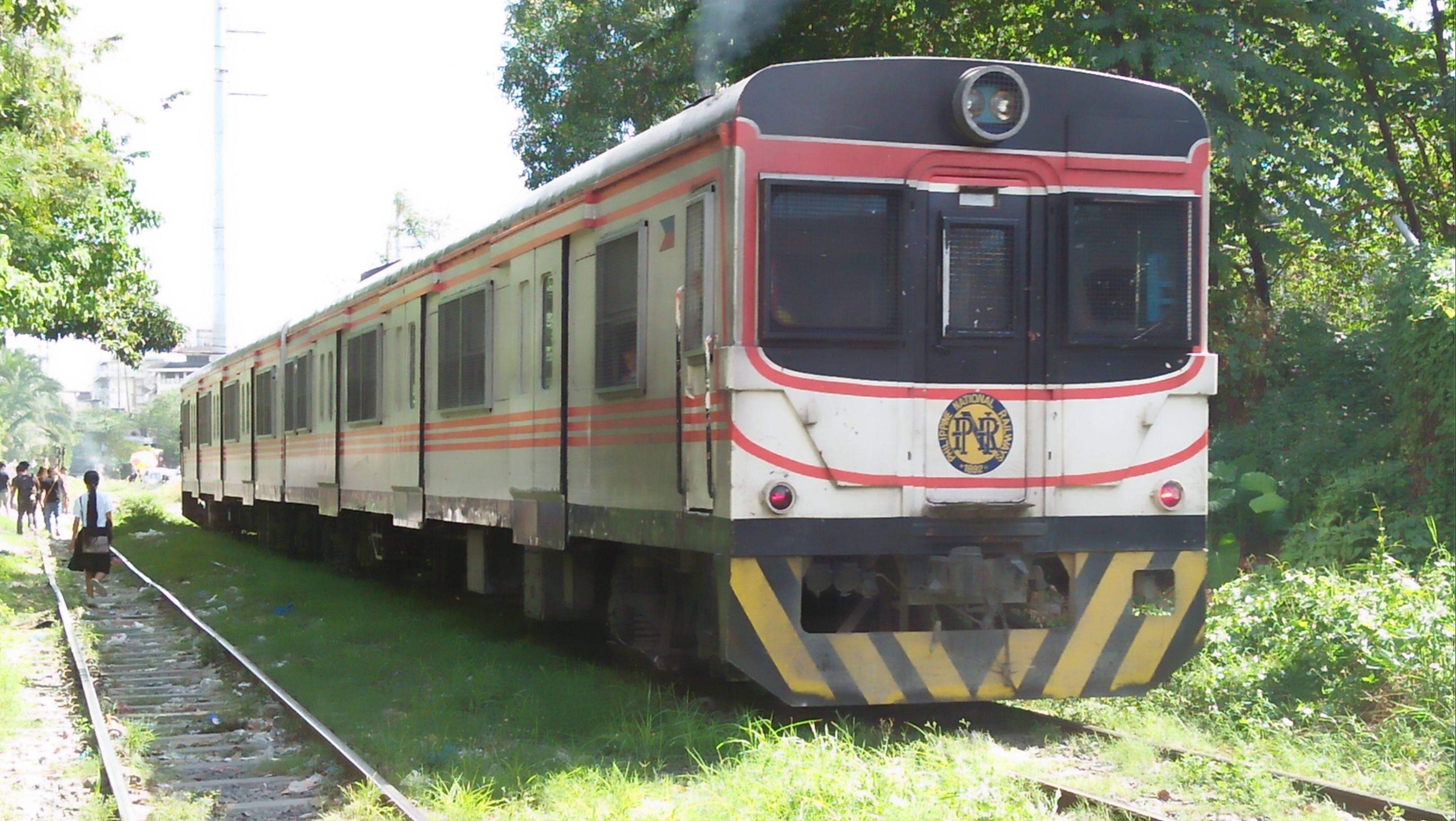
フィリピン国鉄の元関東鉄道キハ350形（2018年）

キハ350形のうち、キハ353・354・358・3511・3518・3519の6車両3編成は、2015年にフィリピンのフィリピン国鉄に譲渡され、同国で運用についている。当初はナガ地区で運用されたが、2017年にはマニラ首都圏での運用に向けて整備され、塗装も当初のフィリピン国鉄標準色（濃青色）から白色に変更された。